# Hjoggbölefors
Hjoggbölefors är en småort i Bureå socken i Skellefteå kommun, Västerbottens län.